# Jess Hong
Jess Hong est une actrice néo-zélandaise d'origine chinoise, connue pour son rôle de Maddy dans The Brokenwood Mysteries (2021) et de Jin Cheng dans la série Netflix Le Problème à trois corps (2024).

## Jeunesse et formation
Jess Hong est élevée à Palmerston North, en Nouvelle-Zélande, par sa mère, une immigrante de Guangzhou, en Chine. Son père est originaire de Shanghai. Elle est la plus jeune de trois sœurs.
Elle a commencé à suivre des cours d'art dramatique à l'âge de 13 ans, principalement pour lutter contre sa timidité et son anxiété sociale. Après avoir terminé ses études secondaires, elle déménage à Wellington pour étudier pendant trois ans à l'école nationale d'art dramatique Toi Whakaari (en), où elle obtient son diplôme en 2019,.

## Carrière
Après ses études, Hong déménage à Auckland. Elle y travaille à temps partiel tout en auditionnant pour des emplois d'actrice.
Sa plus grande percée survient avec l'offre d'un rôle principal dans la série Netflix Le Problème à trois corps, sortie en 2024. Selon The Hollywood Reporter, le personnage de Hong, Jin Cheng, qui est d'origine chinoise, a été réécrit pour refléter ses origines et son accent néo-zélandais. Pour se préparer à son rôle, Hong a lu la trilogie du même nom de Liu Cixin et a écouté des podcasts scientifiques et des conférences TED sur divers sujets, notamment le multivers et la théorie des cordes.